# Klucz bodzentyński

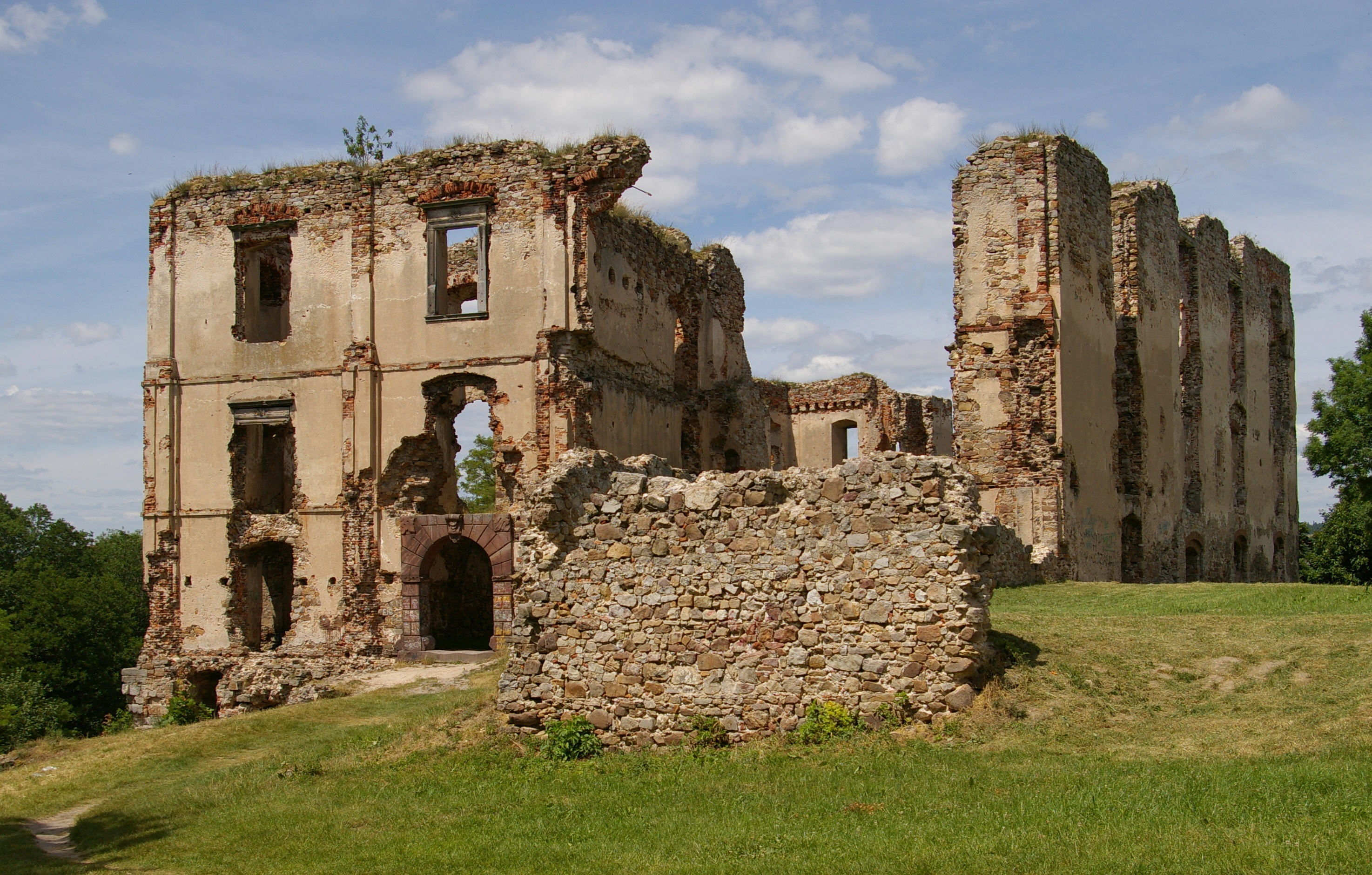
Zamek w Bodzentynie

Klucz bodzentyński - historyczny klucz dóbr biskupstwa krakowskiego z siedzibą zarządu w Bodzentynie. Stanowił zwarty obszar dóbr, które nadane zostały biskupom krakowskim najprawdopodobniej na przełomie XI i XII wieku (równocześnie z nadaniem klucza kieleckiego). W XIII wieku liczył około 20 wsi i osad. Uchwałą Sejmu Czteroletniego przejęty w 1790 na własność skarbu państwa.

## Literatura
1. Archiva, Bibliothecae et Musea Ecclesiastica, t. 73–74, Katolicki Uniwersytet Lubelski, 2000, s. 401.